# Aeroportul Finschhafen
Aeroportul Finschhafen (IATA: FIN, ICAO: AYFI) este un aeroport din Finschhafen⁠(d), Morobe Province⁠(d), Papua Noua Guinee.
Situat la o altitudine de 10 m, aeroportul dispune de o singură pistă.